# Sven Riederer
Sven Riederer (Bad Ragaz, 27 de marzo de 1981) es un deportista suizo que compite en triatlón. 
Participó en los Juegos Olímpicos de Atenas 2004, obteniendo la medalla de bronce en la prueba masculina individual. Ganó dos medallas en el Campeonato Mundial de Triatlón por Relevos Mixtos, en los años 2010 y 2011, y tres medallas en el Campeonato Europeo de Triatlón, en los años 2005 y 2015.

## Palmarés internacional
| Juegos Olímpicos                      | Juegos Olímpicos | Juegos Olímpicos  | Juegos Olímpicos |
| Año                                   | Lugar            | Medalla           | Prueba           |
| ------------------------------------- | ---------------- | ----------------- | ---------------- |
| 2004                                  | Atenas (Grecia)  | Medalla de bronce | Individual       |
| Campeonato Mundial por Relevos Mixtos |                  |                   |                  |
| Año                                   | Lugar            | Medalla           | Prueba           |
| 2010                                  | Lausana (Suiza)  | Medalla de oro    | Relevo mixto     |
| 2011                                  | Lausana (Suiza)  | Medalla de plata  | Relevo mixto     |
| Campeonato Europeo                    |                  |                   |                  |
| Año                                   | Lugar            | Medalla           | Prueba           |
| 2005                                  | Lausana (Suiza)  | Medalla de bronce | Individual       |
| 2015                                  | Ginebra (Suiza)  | Medalla de plata  | Individual       |
| 2015                                  | Ginebra (Suiza)  | Medalla de plata  | Relevo mixto     |